# Bordás mohagomba
A bordás mohagomba (Arrhenia rickenii) a csigagombafélék családjába tartozó, Európában honos, mohás gyepekben élő, nem ehető gombafaj. 

## Megjelenése
A bordás mohagomba kalapja 0,5-2,5 cm széles, alakja eleinte domború vagy harangszerű, majd tölcséresedik. Széle begöngyölt, hullámos és majdnem a kalap közepéig bordázott. Színe krémszín-okkeres, sárgásbarna, a szélén világosabb, majdnem fehér. Felszíne matt vagy nagyon finoman bársonyos. 
Húsa vékony, világosbarna színű. Gyengén muskátliszagú, íze nem jellegzetes. 
Nagyon ritkás lemezei lefutók. A kalap széle közelében általában elágaznak és hálózatosan keresztbekötöttek lehetnek. Színe valamivel halványabb a kalapénál. 
Tönkje 0,7-3 cm magas és 0,1-0,2 cm vastag. Alakja lefelé vékonyodó. Felszíne sima. Színe megegyezik a kalapéval. 
Spórapora fehér. Spórája ellipszoid vagy csepp alakú, sima, inamiloid, mérete 6-9 x 3,5-5 μm.

### Hasonló fajok
A sötét mohagomba, a recés mohagomba, a karéjos mohagomba hasonlíthat hozzá.  

## Elterjedése és termőhelye
Európában honos.  
Gyepekben, réteken él, szinte mindig moha között, általában köves-homokos, meszes kémhatású talajon. Nyár végétől ősz végéig terem. 

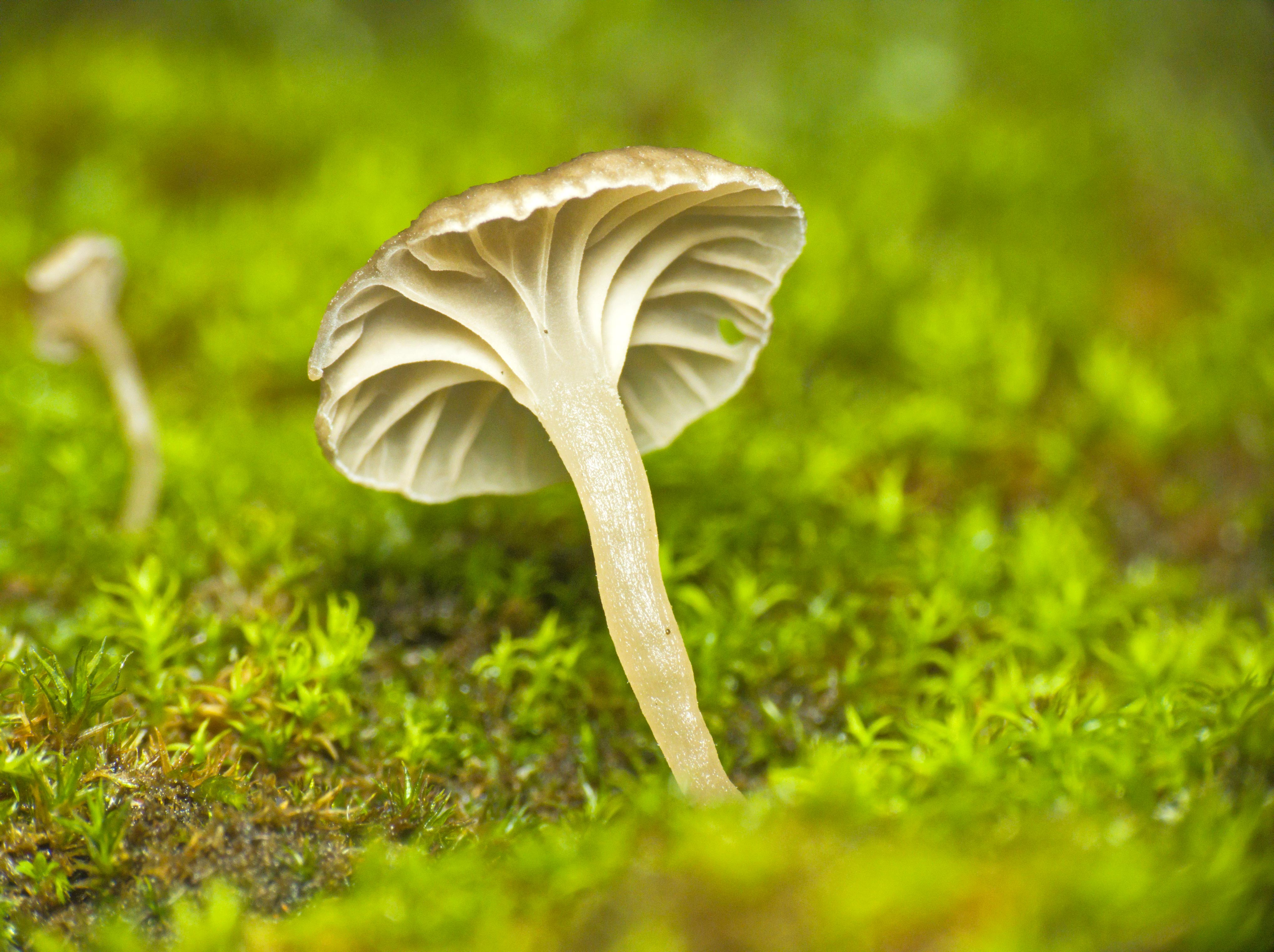
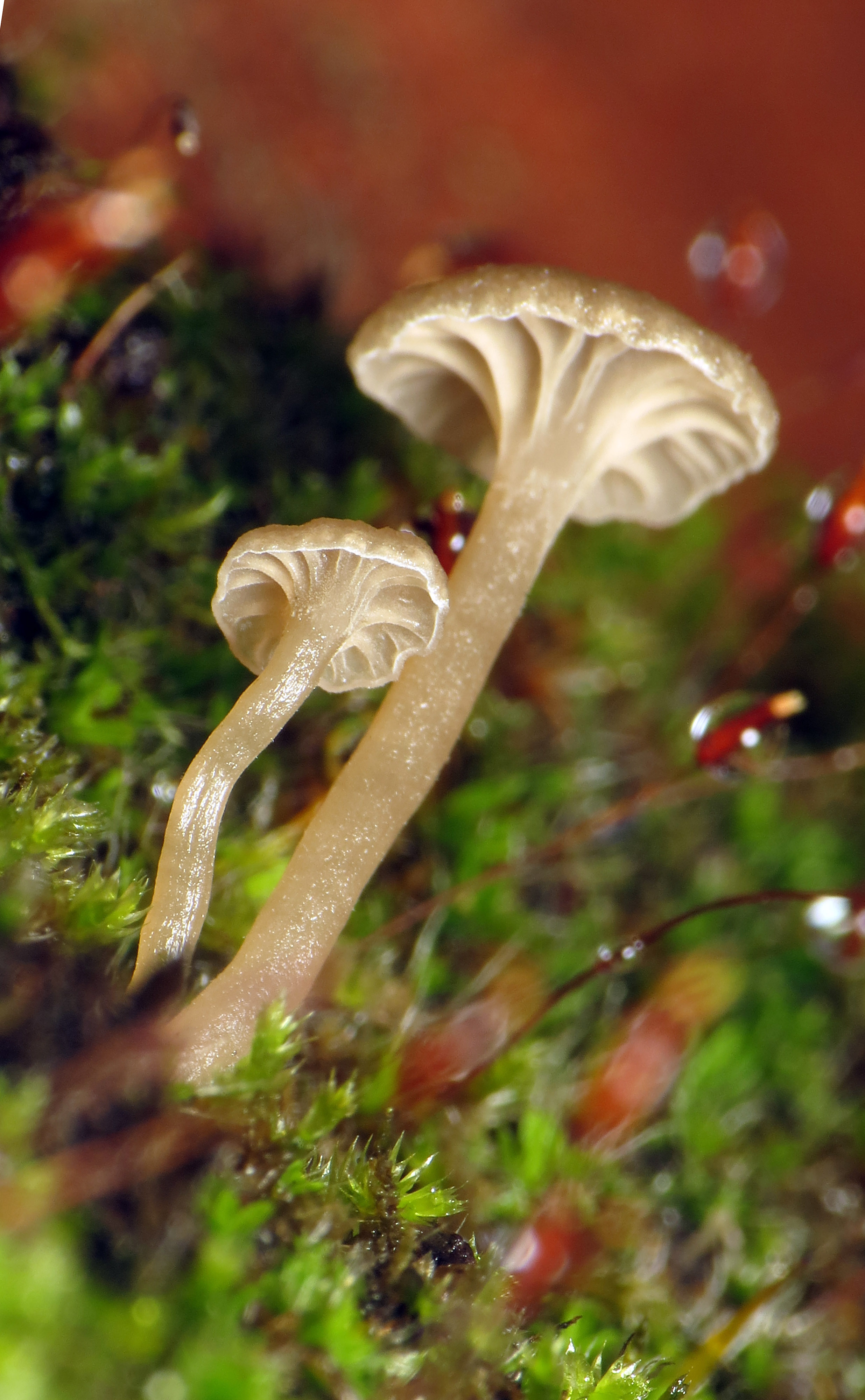
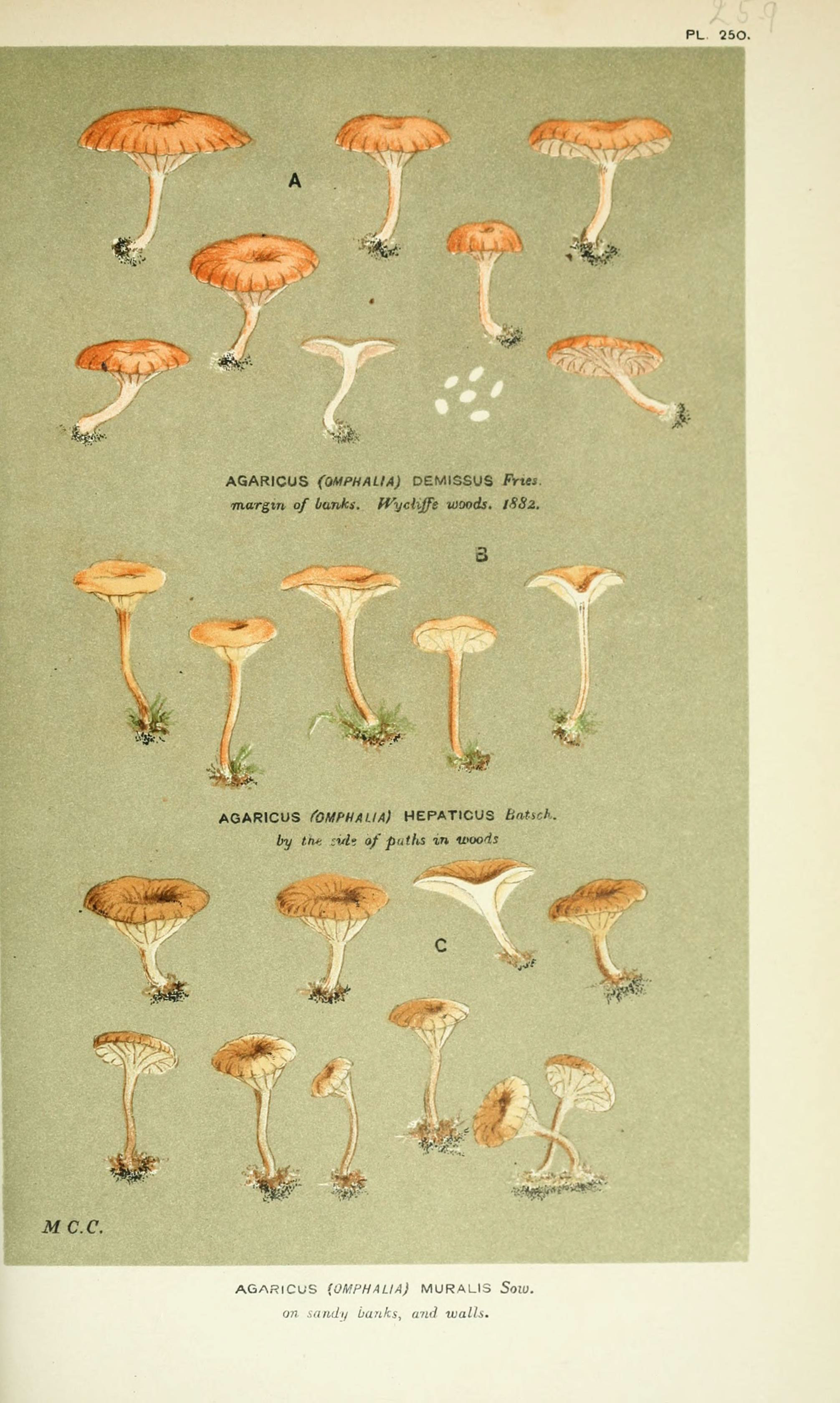

Nem ehető. 